# 유틀란트 해전
유틀란트 해전(Battle of Jutland, 1916년 5월 31일 ~ 6월 1일)은 독일 제국과 영국의 함대가 1916년 5월 31일부터 6월 1일 이틀 동안 덴마크의 유틀란트 부근의 북해에서 벌인 해전이다. 이 전투는 제1차 세계 대전 중의 가장 큰 해전이었고, 역사상 유일한 전함간 함대결전이었다. 전투에는 셰어(Reinhard Scheer) 부제독이 독일 해군의 외양 함대(High Seas Fleet)를, 존 젤리코(Sir John Jellicoe) 함장이 영국 해군의 영국 대함대(British Grand Fleet)를 지휘하였다.
대전 후, 양쪽 모두가 승리를 선언하였으나, 영국 해군은 더 많은 사상자를 내어 언론의 비난을 받았고, 독일 해군은 이후 잠수함을 이용한 무제한 공격에 관심을 기울였다.

## 같이 보기
- 제1차 세계 대전
- HMS 드레드노트